# Ацано (Перуђа)
Ацано (итал. Azzano) је насеље у Италији у округу Перуђа, региону Умбрија.
Према процени из 2011. у насељу је живело 103 становника. Насеље се налази на надморској висини од 227 м.